# Louňovice pod Blaníkem
Louňovice pod Blaníkem település Csehországban, a Benešovi járásban. Louňovice pod Blaníkem Ostrov, Načeradec, Pravonín, Kondrac, Veliš, Kamberk és Zvěstov településekkel határos. Lakosainak száma 657 fő (2024. január 1.).

## Népesség
A település lakosságának változását az alábbi diagram mutatja:
| Lakosok száma | 1257 | 1119 | 1090 | 719  | 643  | 707  | 653  | 652  | 658  | 657  |
|               | 1869 | 1890 | 1921 | 1950 | 1980 | 2001 | 2017 | 2019 | 2022 | 2024 |